# Felice Chilanti
Felice Chilanti (Ceneselli, 10 dicembre 1914 – Roma, 26 febbraio 1982) è stato un partigiano, giornalista e scrittore italiano.

## Biografia
Aderì al fascismo in gioventù. Fu fra i vincitori dei littoriali fascisti del 1935, organizzati da Giuseppe Bottai ed Alessandro Pavolini. Insieme a Francesco Pasinetti e Vasco Pratolini fondò la rivista Il ventuno domani, che prese parte al dibattito sulla razza e l'impero. In quelle pagine, Chilanti arrivò ad individuare nel popolo lavoratore il supremo difensore e custode della purezza razziale.
All'inizio del secondo conflitto il Chilanti, allora fascista di sinistra, è coinvolto in un tentativo di complotto con Vittorio Ambrosini, contro alcuni fascisti (tra cui Galeazzo Ciano): il complotto non ha esito, in quanto vengono traditi da un appartenente al gruppo dei cospiratori stessi.
Felice Chilanti è in compagnia di un nutrito gruppo di fascisti che passarono all'antifascismo militante, combattente e comunista nelle diverse frange dell'ideologia: Davide Lajolo, Fidia Gambetti, Ruggero Zangrandi, Elio Vittorini, Vasco Pratolini che rappresentarono la frangia intransigente del fascismo di sinistra e formarono i nuclei fascisti passati nel dopoguerra all'antifascismo.
Come molti altri vincitori dei littoriali, divenne poi parte attiva dell'antifascismo e della Resistenza. Chilanti passò all'antifascismo militante diventando redattore di Bandiera Rossa, giornale dell'omonima formazione partigiana, nella quale militavano anche altri antifascisti come Filiberto Sbardella, Vincenzo Guarniera e Giuseppe Albano (detto "il gobbo del Quarticciolo").
Nel dopoguerra Chilanti collaborò con L'Ora di Palermo e con Paese Sera di Roma; divenne poi vicedirettore de l'Unità, e in seguito aderì ad Avanguardia Operaia. Prese infatti parte, insieme ai colleghi de L'Ora Nino Sorgi (avvocato del giornale che si firmava con lo pseudonimo di Castrense Dadò), Michele Pantaleone, Mario Farinella, Enzo Lucchi, Mino Bonsangue ed Enzo Perrone, alla prima inchiesta giornalistica sulla mafia mai pubblicata da un giornale italiano, che venne portata a termine nonostante l'attentato dinamitardo del 19 ottobre del 1958 che distrusse parte della redazione e della tipografia del quotidiano, e che fu all'origine della istituzione della Commissione Parlamentare Antimafia da parte del governo. Gli articoli, pubblicati su "L'Ora e su "Paese Sera", vennero in seguito raccolti in un volume dal titolo Rapporto sulla Mafia, pubblicato nel 1964. Nello stesso periodo, raccolse anche le memorie del mafioso italo-americano Nick Gentile, che furono pubblicate nel libro Vita di capomafia (1963). 

## Opere
- Italiani eroi e bugiardi, Edizioni della Bussola, 1946
- La vita di Giuseppe Di Vittorio, Lavoro ed., 1952
- La tragedia del Polesine, Croce, 1952
- Da Montelepre a Viterbo, Croce, 1952
- La Cina fa parte del mondo, Edizioni di cultura sociale, 1954
- Gastone Sozzi, Edizioni di Cultura Sociale, 1955
- Chi è Milazzo: mezzo barone e mezzo villano, Parenti, 1959
- San Lorenzo, uomini e case (documentario, 1963, colore, 11'), regia di Lino Del Fra, testo di Felice Chilanti, fotografia di Giuseppe Pinori, montaggio di Renato May, musica di Egisto Macchi (con lo pseudonimo di Werter Pîerazzuoli), lettera visiva indirizzata al Ministro dei Lavori Pubblici dove si denuncia l'abbandono del quartiere di San Lorenzo da parte dell'istituzione dopo i bombardamenti americani del '43 di 20 anni prima
- Vita di capomafia / Nick Gentile; memorie raccolte da Felice Chilanti, Editori Riuniti, 1963; prefazione di Letizia Paoli, Crescenzi Allendorf, 1993
- Rapporto sulla mafia, con Mario Farinella, Palermo, Flaccovio, 1964.
- Ponte Zarathustra, prefazione di Alfonso Gatto, Stamperia Valdonega, 1965
- Il colpevole, All'insegna del pesce d'oro, 1967
- Tre bandiere per Salvatore Giuliano: libera narrazione di fatti realmente accaduti, Il Saggiatore, 1968
- Perché Siena Viva! (documentario, 35', bianco e nero, 1968), regia di Sergio Micheli, testo di Felice Chilanti
- Ex con uno scritto di Antonio Pizzuto, All'insegna del pesce d'oro, 1969
- La paura entusiasmante , con note di Alfonso Gatto, Antonio Pizzuto e Vanni Scheiwiller, Mondadori Ed., 1971
- La mafia su Roma, Palazzi, 1971
- Longo, Milano, Longanesi, 1972
- Ezra Pound fra i sediziosi degli Anni Quaranta, Scheiwiller, 1972
- Si può anche vivere, Rusconi, 1972
- Trotzkij vivo: l'assassinio di un intellettuale contemporaneo con un'intervista e il racconto del film di Joseph Losey, Cappelli, 1972
- Dolci amici addio, Rusconi, 1974
- Gli ultimi giorni dell'età del pane, Mondadori, 1974
- La giostra di Rampino, illustrazioni di Maria Poma Indemini, Einaudi, 1975
- Le avventure di bambino: romanzo e favola, Mondadori, 1976
- Lettera a Pechino. Ricordi? In piazza a dare armi al popolo c'era soltanto Leo Longanesi, con una nota di Vittorio Sereni, All'insegna del Pesce d'Oro, 1982
- Italiani eroi e bugiardi con l'aggiunta di tre scritti inediti, Scheiwiller, 1992

## Riconoscimenti
Nel 1960 ha vinto il Premiolino per l'articolo Brasilia de noantri